# Danuta Cały
Danuta Cały z domu Błaszczyk (ur. 16 czerwca 1956 we Wrocławiu) – polska lekkoatletka, wieloboistka, dwukrotna mistrzyni Polski.

## Kariera
Startowała w pięcioboju na mistrzostwach Europy w 1978 w Pradze, ale nie ukończyła konkurencji.
Zdobyła mistrzostwo Polski w pięcioboju  na otwartym stadionie w 1978 i 1979 oraz wicemistrzostwo w 1976 i 1977. Była halową mistrzynią Polski w pięcioboju w 1978 i 1979, wicemistrzynią w 1977, a także brązową medalistką w skoku wzwyż w 1980.
Zajęła 25. miejsce w pięcioboju w finale Pucharu Europy w wielobojach w 1975 w Bydgoszczy.
Trzykrotnie poprawiała rekord Polski w pięcioboju do wyniku 4284 punkty (30 lipca 1978 w Spale).
Była zawodniczką Zagłębia Lubin.